# ألييكساندرو ديدوف
ألييكساندرو ديدوف (بالرومانية: Alexandru Dedov)‏ (26 يوليو 1989 بكيشيناو في مولدوفا - ) هو لاعب كرة قدم مولدوفي في مركز الهجوم. شارك مع منتخب مولدافيا تحت 17 سنة لكرة القدم ومنتخب مولدافيا تحت 19 سنة لكرة القدم ومنتخب مولدوفا تحت 21 سنة لكرة القدم ومنتخب مولدوفا لكرة القدم. أما مع النوادي، فقد لعب مع زمبرو تشيسيناو ونادي تارغو موريش ونادي داسيا كيشيناو ونادي شريف تيراسبول ونادي فنتسبيلس وFC Academia Chișinău ‏.

## وصلات خارجية
- ألييكساندرو ديدوف على موقع الاتحاد الأوربي (الإنجليزية)
- ألييكساندرو ديدوف على موقع قاعدة بيانات كرة القدم.إي يو (الإنجليزية)
- ألييكساندرو ديدوف على موقع ناشيونال فوتبول تيمز (الإنجليزية)
- ألييكساندرو ديدوف على موقع Soccerway.com (الإنجليزية)
- ألييكساندرو ديدوف على موقع عالم كرة القدم.نت (الإنجليزية)